# Alfa Romeo Alfetta
De Alfa Romeo Alfetta is een sportieve coupé en sedan van het Italiaanse automerk Alfa Romeo. De wagen werd in de Verenigde Staten verkocht onder de naam Alfa Romeo Sports Sedan. De naam Alfetta werd reeds eerder gebruikt voor de legendarische Alfa Romeo Alfetta 159, die onoverwinnelijk bleek in de Formule 1 seizoenen van 1950 en 1951.

## Overzicht

### Ontwikkeling
Begin jaren 1970 was het tijd bij Alfa Romeo om de modellenreeks te vernieuwen. De Alfa Romeo Giulia, waarop ook de Alfa Romeo Berlina was gebaseerd, was al sinds 1962 in productie en was aan vernieuwing toe. In 1972 volgde de Alfetta 1800 de kleinste Berlina, de 1750, op. De Berlina 2000 zou nog tot 1977 in productie blijven. De Alfetta 1.8 kreeg de motor uit de Berlina 1750, een viercilinder lijnmotor met twee bovenliggende nokkenassen en 1779 cc. De Alfetta leverde hiermee 121 pk, had een topsnelheid van 180 km/u en sprintte in 9,5 seconden van nul naar honderd km/u. De ophanging en aandrijving van de Alfetta veranderde wel helemaal ten opzichte van de Berlina. De versnellingsbak en de koppeling werden achteraan in de sedan gebouwd (transaxle) en de achterophanging was een De Dion-as, net als bij de historische Alfetta 159 het geval was. Het resultaat was een ideale gewichtsverdeling en een sublieme wegligging. Giorgetto Giugiaro zorgde voor het uiterlijk van de Alfetta.

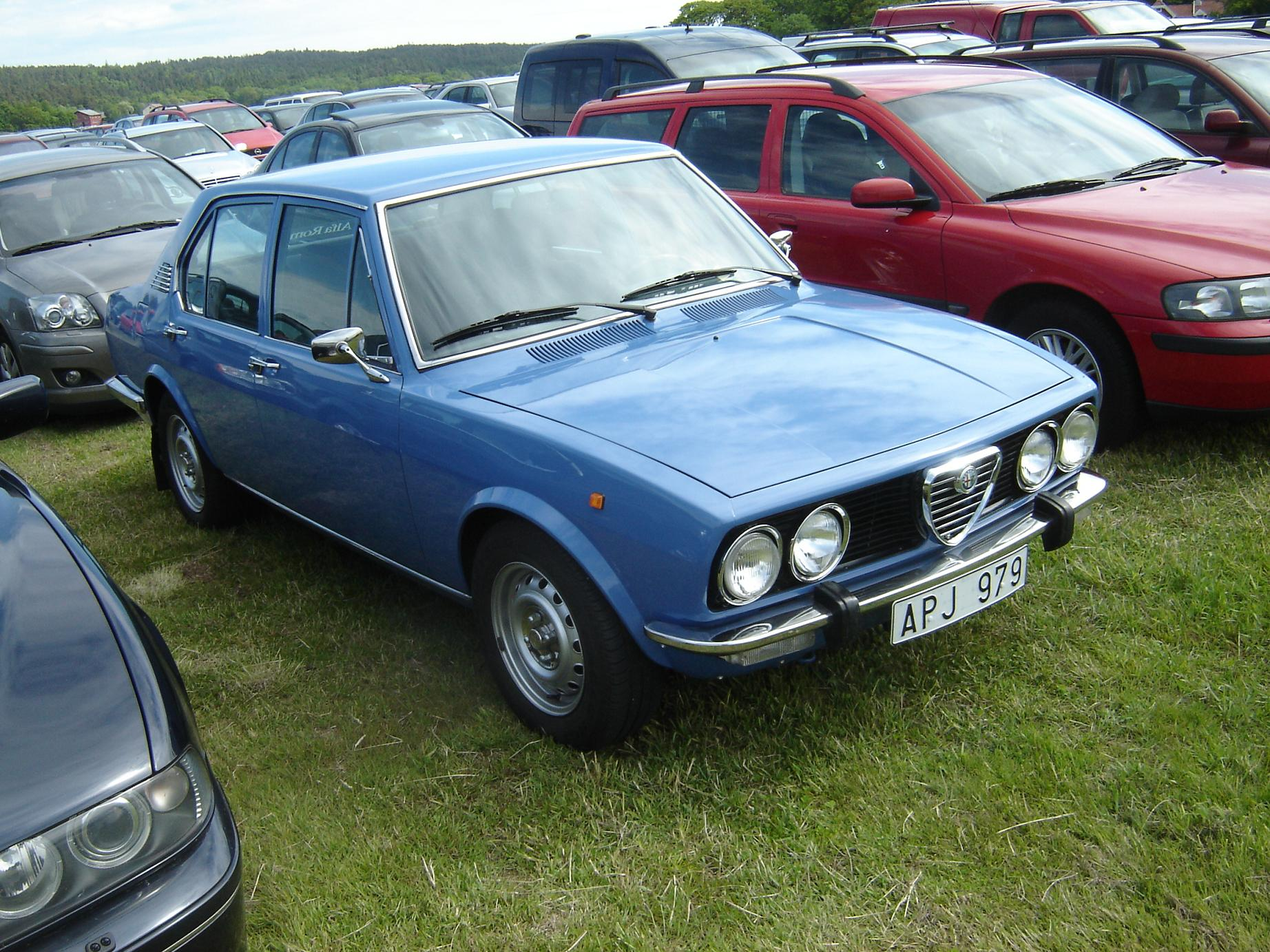
Alfetta sedan.
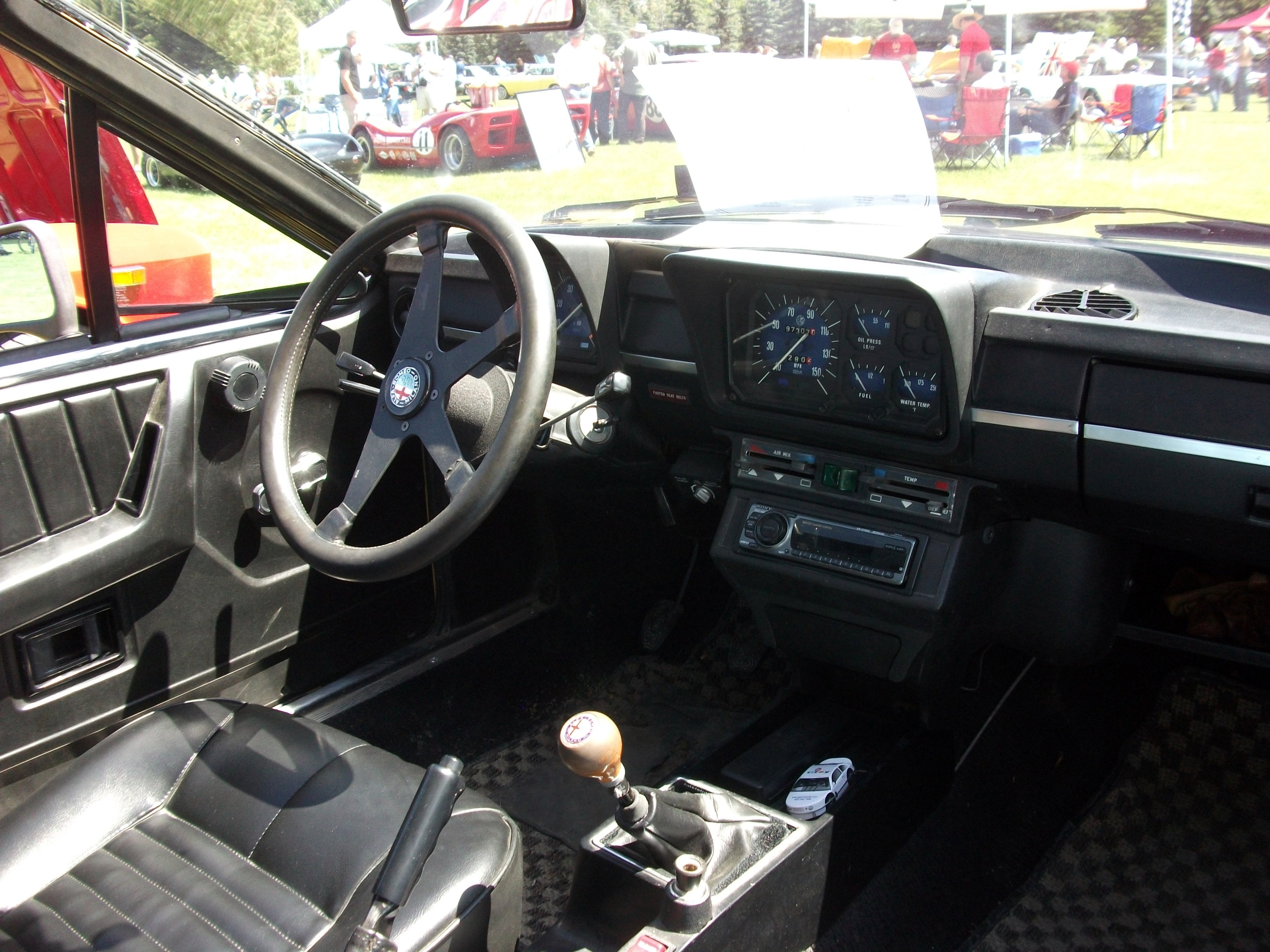
Alfetta GT interieur. Opmerkelijk is de scheiding van de meters.
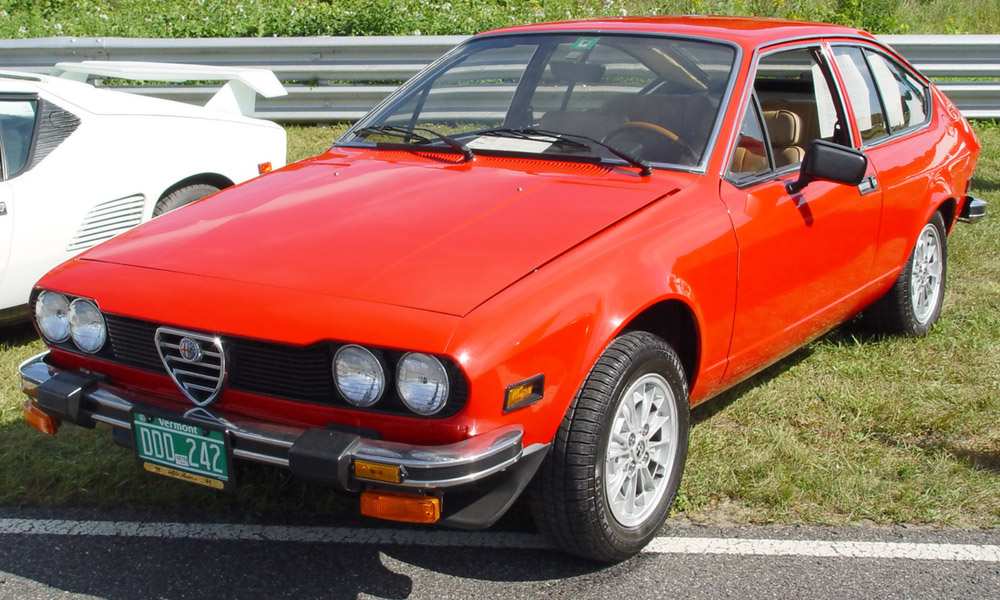
Alfetta GT.
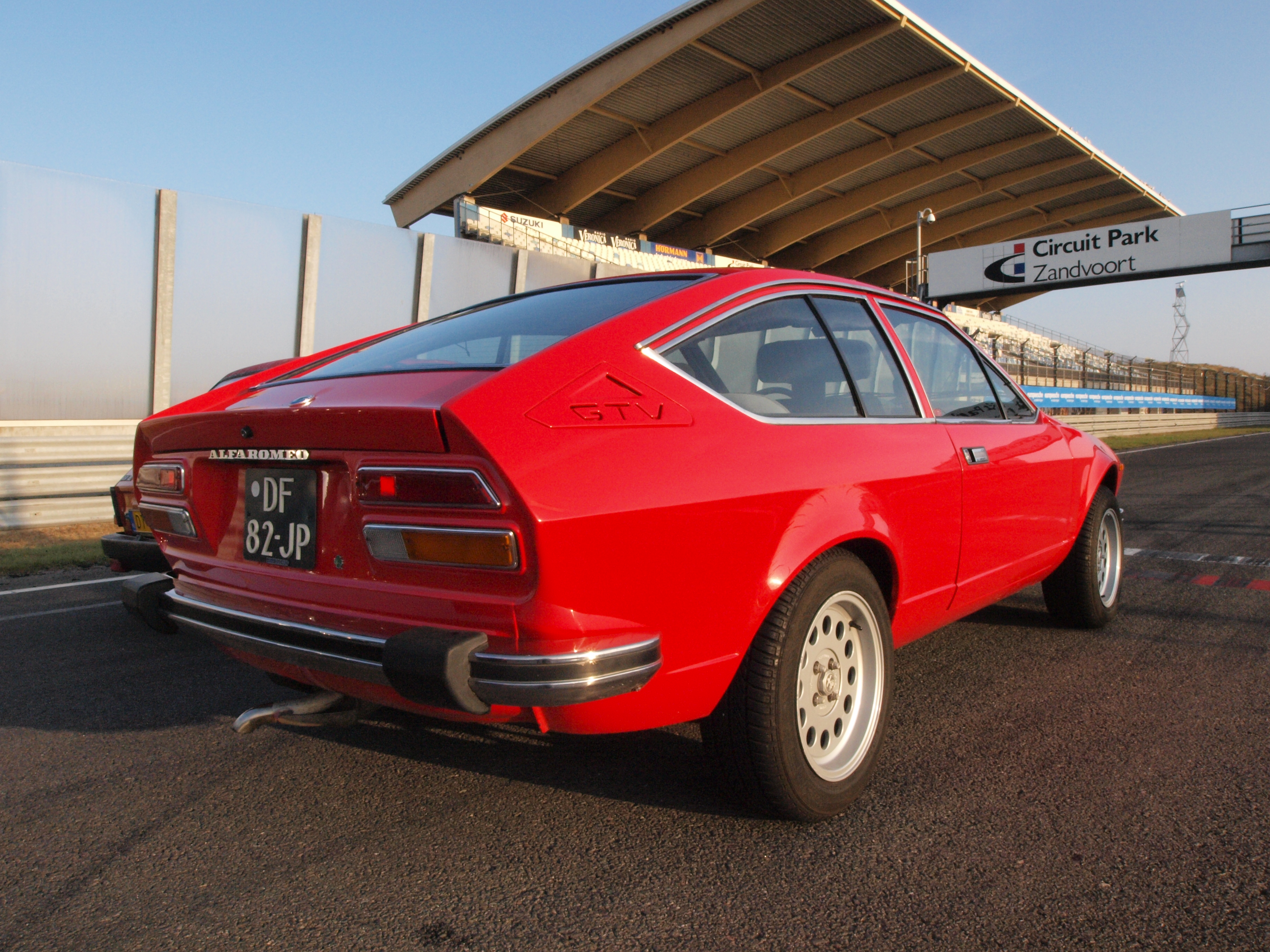
Alfetta GT.

### Facelift en GT versie
Twee jaar later, in 1974, kreeg de Alfetta 1.8 een kleine facelift en kreeg hij het gezelschap van de Alfetta 1.6 met enkel ronde koplampen en de 1570 cc motor uit de Giulia. In dat jaar werd op basis van de Alfetta ook een opvolger gebouwd voor de Giulia Sprint. De wagen kreeg de typeaanduiding Alfetta GT 1800 met een 115pk motor en was een fastback coupé. Deze GT was zoals de naam doet vermoeden een echte Gran Turismo: de wagen was sportief qua uiterlijk, prestaties en weggedrag, maar was niet zo spartaans als een echte sportwagen. De GT was daarmee 
voldoende comfortabel voor lange alledaagse ritten. Opnieuw zorgde het designbureau van Giugiaro voor het ontwerp en qua design vertoont de Alfetta GT enige overeenkomsten met de Alfa Romeo Montreal.

### Alfetta (GTV) 2000

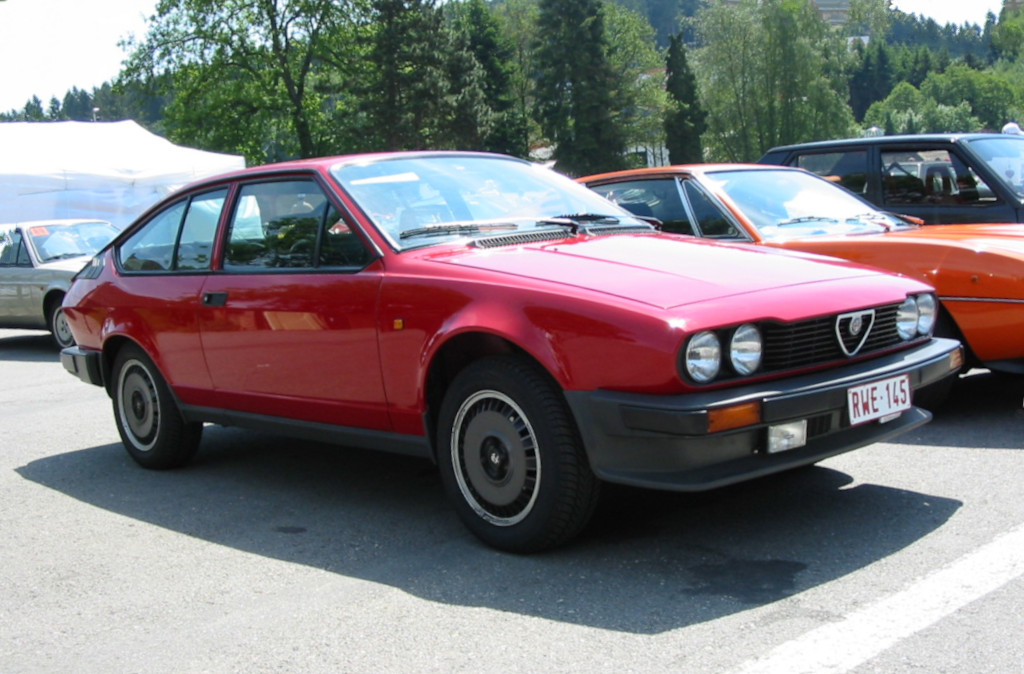
De Alfetta GTV2000 met haar grotere bumpers

In datzelfde jaar werd voor de Amerikaanse markt ook de Alfetta 2000 gebouwd met een 1962 cc motor. Vanaf 1977 was de Alfetta 2000 ook in Europa te verkrijgen en zo had ook de Berlina 2000 een opvolger. De Alfetta 2000 zag er wat anders uit dan de 1800 en 1600: hij had een langere neus met rechte koplampen, grotere bumpers en grotere achterlichten. Ook de GT versie kreeg de 2000 motor en de naam werd veranderd naar Alfetta GTV 2000, wat meteen het einde betekende van de Giulia Sprint GTV. De bumpers van de GTV werden eveneens groter en de typische Alfa 'scudetto', de grille, veranderde enigszins van vorm.
In 1978 bracht Alfa Romeo met de Alfetta Turbo D de eerste turbo diesel op de Europese markt. De motor werd samen met de Italiaanse motorenfabrikant VM ontwikkeld en leverde een maximaal vermogen van 82 pk.
In 1979 verscheen Autodelta met een 2.0 supercharger model genaamd de Turbodelta, waarvan er 400 geproduceerd zijn. Dit was de eerste Italiaanse productieauto met een supercharger.

### GTV6
In 1981 werd de nieuwe 2492 cc V6 uit de Alfa 6 in de GTV gemonteerd, die omgedoopt werd tot Alfetta GTV6. De motor leverde een maximaal vermogen van 160 pk en een maximaal koppel van 220 Nm. De 6 enkelvoudige Dell’Orto carburateurs die gebruikt waren voor de versie uit de Alfa 6 werden vervangen door een injectiesysteem. Volgens 'The British Classic en Sportscar magazine' is dit een van de best klinkende motoren ooit geproduceerd. Kenmerkend voor de GTV6 is de kunststof afdekplaat op de motorkap. Doordat de V6 motor hoger was dan de tot dan gebruikte Nord 4 cilinder motoren, diende de motorkap hiervoor gemodificeerd te worden.
In 1984 werd de Alfetta sedan opgevolgd door de Alfa Romeo 90. De GTV modellen zouden echter nog tot 1995 moeten wachten voor zij met de nieuwe Alfa Romeo GTV een echte opvolger kregen.

## Prestaties
| Model             | Motor     | Volume   | Vermogen             | Koppel               | Notitie                         |
| ----------------- | --------- | -------- | -------------------- | -------------------- | ------------------------------- |
| 1.6               | In-lijn 4 | 1,570 cc | 109 pk bij 5,600 rpm | 142 Nm bij 4,300 rpm |                                 |
| 1.8               | In-lijn 4 | 1,779 cc | 122 pk bij 5,500 rpm | 167 Nm bij 4,400 rpm |                                 |
| 2.0               | In-lijn 4 | 1,962 cc | 122 pk bij 5,300 rpm | 175 Nm bij 4,000 rpm |                                 |
| 2.0               | In-lijn 4 | 1,962 cc | 130 pk bij 5,400 rpm | 178 Nm bij 4,000 rpm |                                 |
| 2.0 Turbo         | In-lijn 4 | 1,962 cc | 150 pk bij 5,500 rpm | 231 Nm bij 3,500 rpm | GTV 2000 Turbodelta             |
| 2.5 V6            | V6        | 2,492 cc | 160 pk bij 5,600 rpm | 213 Nm bij 4,000 rpm | GTV6                            |
| 2.5 V6 Twin Turbo | V6        | 2,492 cc | 233 pk bij 5,600 rpm | 332 Nm bij 2,500 rpm | GTV6 Callaway                   |
| 2.6 V8            | V8        | 2,593 cc | 200 pk bij 6,500 rpm | 270 Nm bij 4,750 rpm | GTV8, Autodelta limited edition |
| 2.0 Turbodiesel   | In-lijn 4 | 1,995 cc | 82 pk bij 4,300 rpm  | 162 Nm bij 2,300 rpm | alleen als sedan                |
| 2.4 Turbodiesel   | In-lijn 4 | 2,393 cc | 95 pk bij 4,300 rpm  | 196 Nm bij 2,300 rpm | alleen als sedan                |

## Racerij

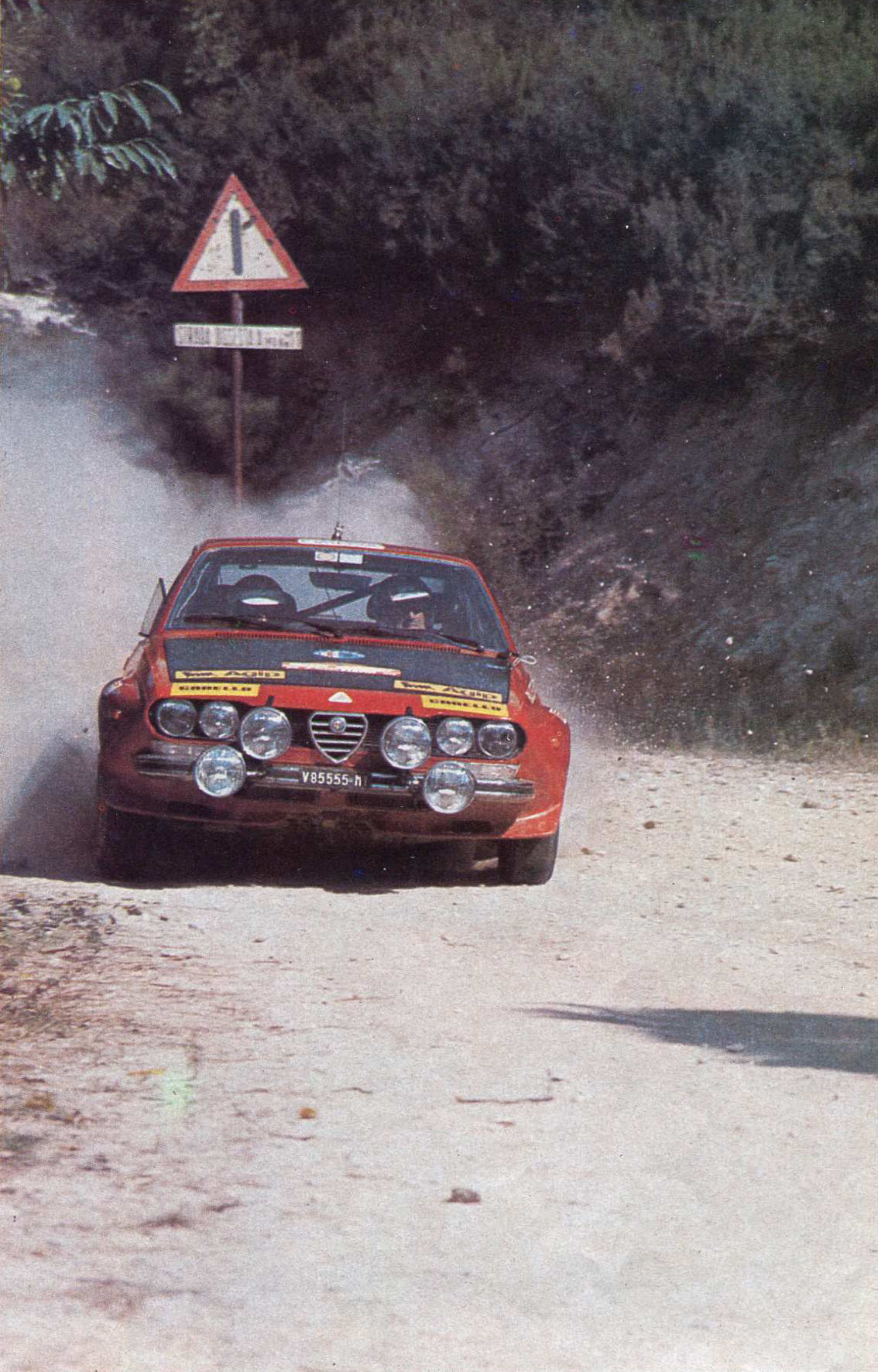
Amilcare Ballestrieri en co-piloot Mauro Mannini in een Alfa Romeo Alfetta GT (Groep 2) tijdens de Sanremo rally (1975).

De Alfetta GT en GTV waren onder meer succesvol in de DTM, WTCC, ETCC en Groep A. Zowel voor op het circuit als voor rally's zijn o.a. door Alfa's renstal Autodelta meerdere GTV's gemodificeerd.
1975 Was het jaar waarin de eerste GTV's werden ingezet in enkele Groep 2 rally's. Autodelta kwam in 1976 met een 2.5 liter Groep 2 versie voor het ETCC. Hiermee werd een tweede plaats behaald in de 24 uur van Spa en de overwinning in Vallelunga tijdens het ETCC. Eind 1975 produceerde Autodelta een Alfetta GTV met 2.6L V8 uit de Alfa Romeo Montreal bestemd voor rally's. In 1977 zijn er door Autodelta 20 exemplaren voor op de weg geproduceerd in opdracht van een Duitse Alfa importeur.
In 1979 en 1980 nam een door Jolly Club gemodificeerde Alfetta GTV Turbodelta deel aan de FIA Groep 4. In 1983 pakte Andy Rouse de titel in het BTCC met een GTV. In 1986 was de GTV6 een van de snelste Groep A rally auto's. Yves Loubet werd in dat jaar eerste in de Tour de Corse en derde in het algemeen klassement, omringd door de veel te krachtige vierwielaangedreven Groep B auto's. Ook in de jaren 1983, 1984 en 1985 behaalde Loubet de titel met zijn en ook Greg Carr en Fred Gocentas wonnen het Australische rallykampioenschap in 1987 met hun GTV6.

## Trivia
- De Alfetta sedan werd veelal gebruikt door de Italiaanse politie en Carabinieri vanwege haar sportieve prestaties en weggedrag. Ook was de Alfetta sedan de officiële escortauto van de Italiaanse premier Aldo Moro ten tijde van zijn ontvoering in 1978.
- De Alfetta GT(V6) is te zien in de films Bobby Deerfield (1977) en Octopussy (1983).